# Cet obscur objet du désir
Cet obscur objet du désir is een Frans-Spaanse dramafilm uit 1977 onder regie van Luis Buñuel. Het scenario is gebaseerd op de roman La Femme et le Pantin (1898) van de Franse auteur Pierre Louÿs.

## Verhaal
Een man giet vanuit een trein een emmer water leeg over een jong meisje op het perron. De volgende uren legt hij aan de medepassagiers in zijn coupé uit hoe hij geobsedeerd raakte door haar en hoe zij hem al die tijd bleef kwellen.

## Rolverdeling
| Acteur                | Personage    |
| --------------------- | ------------ |
| Fernando Rey          | Mathieu      |
| Carole Bouquet        | Conchita I   |
| Ángela Molina         | Conchita II  |
| Julien Bertheau       | Édouard      |
| André Weber           | Martin       |
| Milena Vukotic        | Vrouw        |
| María Asquerino       | Encarnación  |
| Ellen Bahl            | Manolita     |
| Valerie Blanco        | Isabelle     |
| Auguste Carrière      | Vrouw        |
| Jacques Debary        | Reiziger     |
| Antonio Duque         | Conducteur   |
| André Lacombe         | Portier      |
| Lita Lluch-Peiro      | Ballerina    |
| Annie Monange         |              |
| Jean-Claude Montalban |              |
| Muni                  | Conciërge    |
| Bernard Musson        | Politieagent |
| Piéral                | Psycholoog   |
| Isabelle Rattier      |              |
| David Rocha           | El Morenito  |
| Isabel Sadoyan        | Jadiner      |

## Prijzen en nominaties
| Jaar | Prijs                                | Categorie                 | Genomineerde(n)      | Uitslag     |
| ---- | ------------------------------------ | ------------------------- | -------------------- | ----------- |
| 1977 | Los Angeles Film Critics Association | Beste buitenlandse film   | Luis Buñuel          | Gewonnen    |
| 1977 | National Board of Review             | Beste buitenlandse film   | Luis Buñuel          | Gewonnen    |
| 1977 | National Board of Review             | Beste regie               | Luis Buñuel          | Gewonnen    |
| 1978 | Oscars                               | Beste buitenlandse film   | Luis Buñuel          | Genomineerd |
| 1978 | Oscars                               | Beste aangepaste scenario | Jean-Claude Carrière | Genomineerd |
| 1978 | Golden Globes                        | Beste buitenlandse film   | Luis Buñuel          | Genomineerd |
| 1978 | Césars                               | Beste buitenlandse film   | Luis Buñuel          | Genomineerd |
| 1978 | Césars                               | Beste aangepaste scenario | Jean-Claude Carrière | Genomineerd |